# Plagiohammus rotundipennis
Plagiohammus rotundipennis là một loài bọ cánh cứng trong họ Cerambycidae.